# Алуминиу
Алуминиу (порт. Alumínio)  —  муниципалитет в Бразилии, входит в штат Сан-Паулу. Составная часть мезорегиона Макрорегион агломерации Сан-Паулу. Входит в экономико-статистический  микрорегион Сорокаба. Население составляет 16 357 человек на 2006 год. Занимает площадь 83,739 км². Плотность населения — 195,3 чел./км².
Праздник города —  2 апреля.

## История
Город основан 30 декабря 1991 года. 

## Статистика
- Валовой внутренний продукт на 2003 составляет 692.607.930,00 реалов (данные: Бразильский институт географии и статистики).
- Валовой внутренний продукт на душу населения на 2003 составляет 43.697,66 реалов (данные: Бразильский институт географии и статистики).
- Индекс развития человеческого потенциала на 2000 составляет 0,787 (данные: Программа развития ООН).

## География
Климат местности: субтропический. В соответствии с классификацией Кёппена, климат относится к категории Cfb.